# Chironomus pseudofasciatus
Chironomus pseudofasciatus är en tvåvingeart som beskrevs av Gerry 1932. Chironomus pseudofasciatus ingår i släktet Chironomus och familjen fjädermyggor.
Artens utbredningsområde är Jamaica. Inga underarter finns listade i Catalogue of Life.